# Stictoptera mimica
Stictoptera mimica là một loài bướm đêm trong họ Noctuidae.